# Santa Galla
Santa Galla är en kyrkobyggnad och titelkyrka i Rom, helgad åt den heliga Galla av Rom (död år 550). Kyrkan är belägen vid Circonvallazione Ostiense i stadsdelen Garbatella i quartiere Ostiense och tillhör församlingen Santa Galla.
Denna kyrka ersatte kyrkan Santa Galla Antiqua, vilken revs år 1930.

## Historia
Kyrkan uppfördes åren 1936–1940 efter ritningar av arkitekten Tullio Rossi. Enligt en uppgift utgör kyrkan ett exempel på stile littorio. Kyrkan konsekrerades den 15 december 1940.
Tegelfasaden har ett fristående propylaeum, vars horisontala bjälke bär dedikationsinskriptionen: DOM IN HONOREM S. GALLAE VID. A.D. MCMXL. Fasaden har en mittportal och tvenne sidoportaler. Över mittportalen sitter en mosaik som framställer två påfåglar som dricker ur en källa. Påfåglarna blir bitna av ormar; två vaktlar finns även med i bilden. Påfåglarna symboliserar här odödlighet, då deras kött enligt en uråldrig legend inte kunde förruttna.
Interiören är treskeppig. Högaltarets bord vilar på en cippus från första århundradet efter Kristus; denna fanns tidigare i den rivna kyrkan Santa Galla Antiqua. På baksidan av cippus ses bland annat en kanin som mumsar på vindruvor.
Till vänster om högkoret återfinns det Allraheligaste Sakramentets kapell med en framställning av Kvällsvarden i Emmaus. På andra sidan finns ett sidokapell invigt åt den heliga Galla. En 1600-talsmålning, vilken har attribuerats åt Ludovico Gimignani, visar hur Galla ser på när påven Gregorius den store mirakulöst mottar ikonen Santa Maria in Portico från himmelen.

## Titelkyrka
Kyrkan stiftades som titelkyrka av påve Franciskus år 2015.
Kardinalpräster
- Daniel Fernando Sturla Berhouet: 2015–

## Bilder
| - Kyrkan Santa Galla på en karta från år 2019. |